# Hymeniacidon assimilis
Hymeniacidon assimilis är en svampdjursart som beskrevs av Levinsen 1887. Hymeniacidon assimilis ingår i släktet Hymeniacidon och familjen Halichondriidae. Inga underarter finns listade i Catalogue of Life.